# Марцинув (Великопольське воєводство)
Марцинув (пол. Marcinów) — село в Польщі, у гміні Кавенчин Турецького повіту Великопольського воєводства.
Населення — 139 осіб (2011).
У 1975—1998 роках село належало до Конінського воєводства.

## Демографія
Демографічна структура станом на 31 березня 2011 року:
|          | Загалом | Допрацездатний вік | Працездатний вік | Постпрацездатний вік |
| -------- | ------- | ------------------ | ---------------- | -------------------- |
| Чоловіки | 71      | 17                 | 42               | 12                   |
| Жінки    | 68      | 18                 | 30               | 20                   |
| Разом    | 139     | 35                 | 72               | 32                   |